# Think Like a Man
Série
Think Like a Man Too
(2014)
Pour plus de détails, voir Fiche technique et Distribution.
Think Like a Man est un film américain de Tim Story sorti en 2012 qui a connu une suite en 2014 intitulée Think Like a Man Too.
Le film est diffusé sur Netflix en Belgique et France.

## Synopsis
Quatre femmes ont lu le livre Act Like a Lady, Think Like a Man, écrit par le célèbre humoriste-animateur radio Steve Harvey, et inspiré par sa rubrique « Strawberry Letters » de son émission radio The Steve Harvey Morning Show. Steve Harvey remarque que ces femmes sont capables de diriger une petite entreprise, de s’occuper à merveille d’une famille de trois jeunes enfants et ou encore de diriger un groupe communautaire en même temps, mais sont incapables de découvrir ce qui plaît aux hommes. Pour lui, elles ne doivent par chercher conseil auprès d’autres femmes : seul un homme peut leur dire comment séduire un homme et le garder.
Cependant, tout ça n'est pas du goût de l'autre moitié des quatre couples.

## Fiche technique
- Réalisation : Tim Story
- Scénario : Keith Merryman et David A. Newman, d'après Act Like a Lady, Think Like a Man: What Men Really Think About Love, Relationships, Intimacy, and Commitment de Steve Harvey
- Musique : Christopher Lennertz
- Photographie : Larry Blanford
- Montage : Peter S. Elliot
- Décors : Chris Cornwell
- Costumes : Salvador Pérez Jr.
- Production : William Packer

Producteurs délégués : Glenn S. Gainor, Rob Hardy, Steve Harvey et Rushion McDonald
- Sociétés de production : Screen Gems et Rainforest Films
- Distribution : Screen Gems
- Genre : comédie
- Budget estimé : 13 millions de dollars[2]
- Dates de sortie[3] :
  - États-Unis : 20 avril 2012
  - Belgique : 12 septembre 2012

## Distribution
- Michael Ealy (VFB : Sébastien Hébrant) : Dominic
- Jerry Ferrara (VFB : Antoni Lo Presti) : Jeremy
- Meagan Good (VFB : Flora Thomas) : Mya
- Regina Hall (VFB : Tania Garbarski) : Candace
- Kevin Hart (VFB : Karim Barras) : Cedric
- Taraji P. Henson (VFB : Marion Nguyen The) : Lauren
- Terrence J (VFB : Pablo Hertsens) : Michael
- Jenifer Lewis (VFB : Francine Laffineuse) : Loretta
- Romany Malco (VFB : Philippe Allard) : Zeke
- Gary Owen (VFB : Ronald Beurms) : Bennett
- Gabrielle Union (VFB : Mélanie Dermont) : Kristen
- La La Anthony (VFB : Valérie Muzzi) : Sonia
- Chris Brown : Alex
- Wendy Williams : Gail
- Sherri Shepherd : Vicki
- Caleel Harris : Duke
- Arielle Kebbel : Gina
- Steve Harvey (VFB : Claudio Dos Santos) : Lui-même
- J. Anthony Brown : Monsieur Johnson
- Tommy Miles : Dominique
- Sharon Braithwaite-Sanders : Nija
- Angela Gibbs : Mère de Candace
- Tony Rock : Xavier
- Bruce Bruce : Homme obèse
- Tika Sumpter (VFB : Fanny Roy) : Petite amie de Dominic
- Brent Bailey : Serveur
- Matt Hish : Propriétaire du restaurant
- Omar Leyva : Sal
- Dennis Nollette : Homme d'affaires
- Chrisanne Eastwood : Shayla
- Jessica Camacho : Melissa
- JB Smoove : Barman
- Luenell : Tante Winnie
- Melyssa Ford : Femme endormie
- Gwen Yeager : Femme dramatique
- Andrew Roffe : Membre d'une fraternité
- Keri Hilson : Heather
- Noah Longo : Homme enthousiaste
- Bunnie Rivera : Mère du footballeur
- Teria Birlon : Caissière
- Peter Arpesella : Francois Desinger
- Kelly Rowland : Brenda
- Ron Artest : Lui-même
- Matt Barnes : Lui-même
- Shannon Brown : Lui-même
- Rasual Butler : Lui-même
- Darren Collison : Lui-même
- Lisa Leslie : Elle-même

doublage en français
- Société de doublage : Cinéphase (Belgique)
- Direction artistique : Bruno Buidin
- Adaptation des dialogues : Rachel Campard
- Ingénieur du son : Pauline Matterne
- Mixage: Guillaume Loiré

Source : carton de doublage du film sur Netflix

## Bande originale
| Liste des titres | Liste des titres                                 | Liste des titres                                                                                 | Liste des titres                              | Liste des titres | Liste des titres | Liste des titres | Liste des titres | Liste des titres | Liste des titres |
| No               | Titre                                            | Auteur                                                                                           | Interprète(s)                                 | Durée            |                  |                  |                  |                  |                  |
| ---------------- | ------------------------------------------------ | ------------------------------------------------------------------------------------------------ | --------------------------------------------- | ---------------- | ---------------- | ---------------- | ---------------- | ---------------- | ---------------- |
| 1.               | Think Like a Man (featuring Rick Ross)           | Ne-Yo, Harmony David Samuels, Al Sherrod Lambert, Courtney Harrell, Eric Bellinger               | Harmony David Samuels, Jennifer Hudson, Ne-Yo | 4:01             |                  |                  |                  |                  |                  |
| 2.               | Tonight (Best You Ever Had) (featuring Ludacris) | Allen Arthur, Christopher Bridges, Keith Justice, Miguel Pimentel, Clayton Reilly, John Stephens | John Legend                                   | 3:59             |                  |                  |                  |                  |                  |
| 3.               | Need a Reason (featuring Future & Bei Maejor)    | Kelly Rowland, Bei Maejor, Vanessa Carlton, T. Boi                                               | Kelly Rowland                                 | 4:16             |                  |                  |                  |                  |                  |
| 4.               | Won't Make a Fool Out of You                     | Marcus Canty                                                                                     | Marcus Canty                                  | 4:13             |                  |                  |                  |                  |                  |
| 5.               | Baby Be Mine                                     | Rod Temperton                                                                                    | Quadron                                       | 4:17             |                  |                  |                  |                  |                  |
| 6.               | That's the Way of the World                      | Maurice White, Charles Stepney, Verdine White                                                    | Earth, Wind & Fire                            | 5:45             |                  |                  |                  |                  |                  |
| 7.               | Freedom Ride                                     | Arden Altino, Olivier "Akos" Castelli, Akene Dunkley, Jerry Duplesis, Keri Hilson                | Keri Hilson                                   | 3:43             |                  |                  |                  |                  |                  |
| 8.               | Shake That Jelly                                 | Patrizio Pigliapoco, Christopher Trujillo, William Wesson                                        | Billy Wes                                     | 3:15             |                  |                  |                  |                  |                  |
| 9.               | Same Ole BS                                      | Ronnie Jackson, Philip Cornish, Eric Cire                                                        | RaVaughn                                      | 3:44             |                  |                  |                  |                  |                  |
| 10.              | Fire                                             | Brandon Hines, Antoine Harris, J-Hype                                                            | Brandon Hines                                 | 3:47             |                  |                  |                  |                  |                  |
| 11.              | Motion Picture                                   | Future                                                                                           | Future                                        | 4:04             |                  |                  |                  |                  |                  |
| 12.              | Never Too Much                                   | Luther Vandross                                                                                  | Luther Vandross                               | 3:50             |                  |                  |                  |                  |                  |
| 48:50            |                                                  |                                                                                                  |                                               |                  |                  |                  |                  |                  |                  |

## Accueil

### Box-office
Le film est un véritable succès aux États-Unis avec 33 636 303 dollars lors du premier week-end pour un budget d'environ 13 millions de dollars. Le film dépasse les 60 millions de dollars après 10 jours d'exploitation américaine.